# ジャーヴィス島
ジャーヴィス島（英: Jarvis Island、ジャービス島とも）は、南太平洋にあるアメリカ合衆国領の無人のサンゴ礁の島。合衆国領有小離島の1つ。ハワイとクック諸島のほぼ中間で、ライン諸島に含まれる。

ジャーヴィス島

ジャーヴィス島の非公式旗。ベーカー島やハウランド島の非公式旗にも用いられている。

## 概要
位置は南緯0度22分 西経160度01分 / 南緯0.367度 西経160.017度で、面積は4.5 km2。時折、科学者が訪れる事もあるが、依然として無人島であり、港湾施設はない。海鳥、水辺の鳥の巣や休憩所、餌場になっている。また、気候は熱帯で淡水はない。
アメリカ合衆国魚類野生生物局管轄で国立野生保護区に指定され、合衆国未編入地域で領有小離島である。標準時はUTC-11（サモア標準時）を採用している。

## 歴史
- 1821年8月21日 - イギリスの船エリザ・フランシス号のマシュー・ブラウン船長に発見され、船の所有者ウィリアム・ジャーヴィスの名前に因んでジャーヴィス島と命名される。以後、捕鯨船が訪れる様になる。
- 1835年 - アメリカの捕鯨船ブラガンザ号のマイケル・ベーカー船長が島を訪れ初上陸。島に豊富なグアノがある事を記録。
- 1857年 - アルフレッド・G・ベンソンとチャールズ・H・ジャッドがニューヨークでアメリカン・グアノ・カンパニーと言う会社を立ち上げ、ベーカー島とハウランド島と共にジャーヴィス島を所有。
- 1858年 - グアノ島法によりアメリカに併合され、1879年までグアノの採掘が行われた。
- 1859年 - アメリカ海軍のUSSセントメアリー号のチャールズ・ヘンリー・デービス大尉がグアノのサンプルを得る為、ジャーヴィス島の調査の為に島に派遣される。アメリカが正式に島の領有権を宣言。
- 1889年 - イギリスが領土に編入するも、何も開発を行わなかった。
- 1935年 - アメリカが再度領有を宣言。北西部のミラーズヴィル（Millersville）に測候所が設置され、第二次世界大戦まで観測が行われた。
- 1942年 - 日本海軍の潜水艦が来襲したためミラーズヴィルの測候所職員が沿岸警備隊のテイニー号にて避難。その際施設を破壊し焼却した。
- 1957年-1958年 - 国際地球観測年の期間中、科学者の一団が訪問。19世紀のグアノ採掘跡やミラーズヴィル施設等は嵐などで流出が確認された。
- 1974年 - 合衆国魚類野生生物局の管轄の元、ジャーヴィス島国立野生保護区となった（現在は合衆国太平洋離島海洋ナショナルモニュメントの一部）。

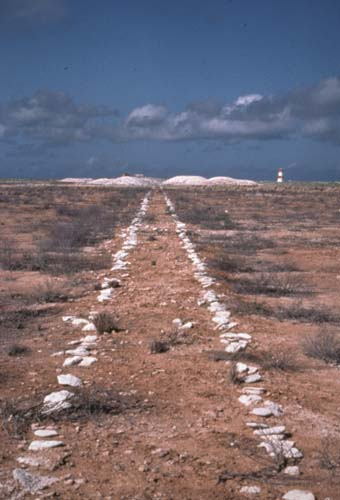
グアノ採掘時のトロッコ線路跡。背景に1930年代に建てられた灯台型の昼間標識が見える

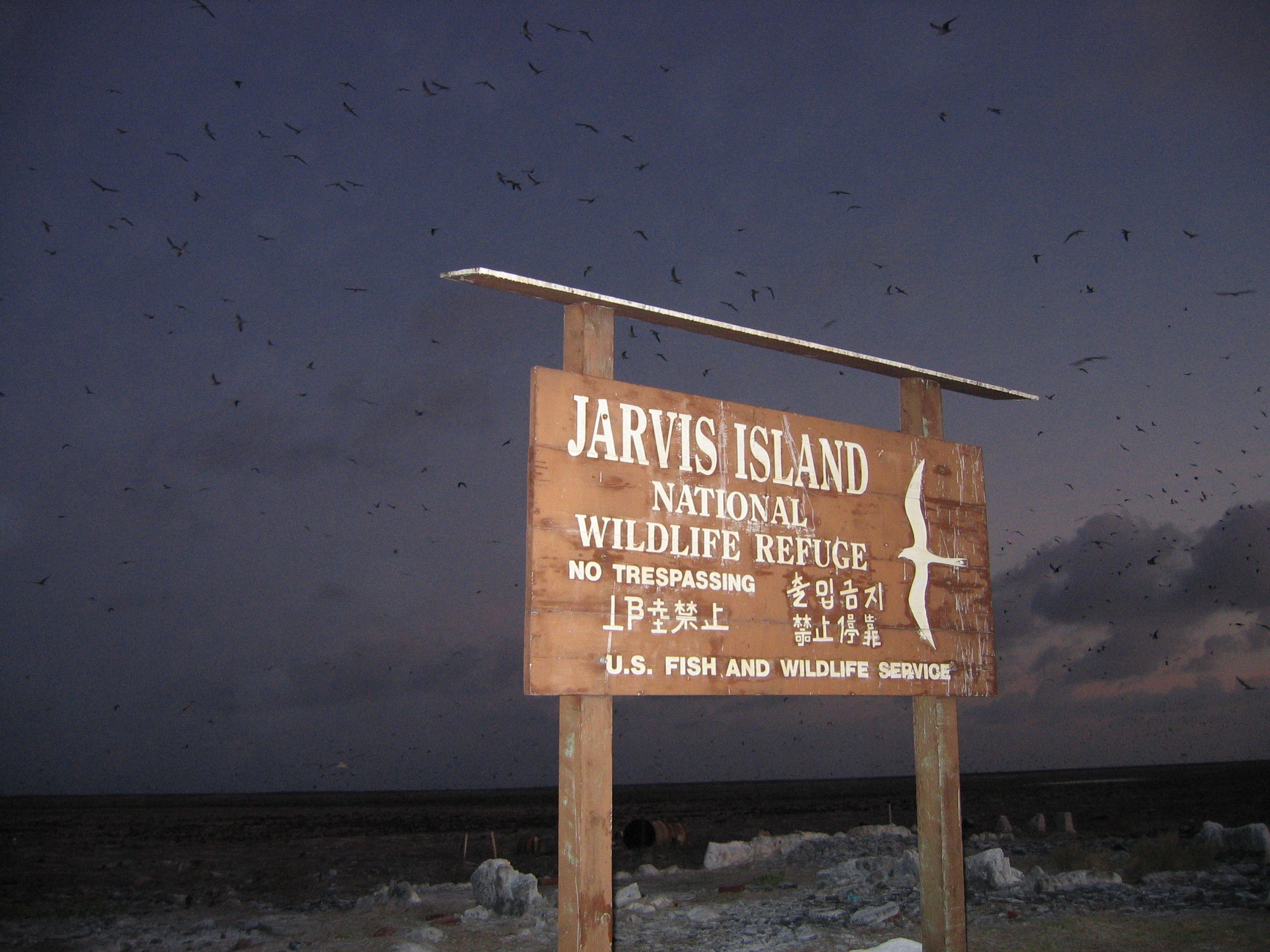
グアノにまみれた合衆国魚類野生生物局の標識